# Jeff Imada
Jeffrey "Jeff" Imada (Inglewood, California, 17 de junio de 1955) es un actor, doble y coordinador de especialistas estadounidense. Comenzó a entrenar diversas artes marciales, como karate, Kendo, Taekwondo, Eskrima Filipina, y Jeet Kune Do desde los quince años. En su filmografía como doble, coreógrafo y actor constan más de cien películas y programas de televisión. 

## Trabajos como actor
| - Nice Dreams (1981) - Massarati and the Brain (1982) - Going Berserk (1983) - Matt Houston (dos episodios, 1983) - The Master (un episodio, 1984) - Hail to the Chief (un episodio, 1985) - Big Trouble in Little China (1986) - Winners Take All (1987) - Beauty and the Beast (un episodio, 1988) - Patty Hearst (1988) - They Live (1988) - Hyper Space (1989) - Life Goes On (un episodio, 1990) - Hardball (un episodio, 1990) - The Big One: The Great Los Angeles Earthquake (1990) - K-9000 (1991) - Guerrero de la noche (1991) | - Ulterior Motives (1992) - Trial: The Price of Passion (1992) - Rapid Fire (1992) - Joshua Tree (1993) - Rising Sun (1993) - The Crow (1994) - Vanishing Son III (1994) - Double Dragon (1994) - Escape from L.A. (1996) - Lethal Weapon 4 (1998) - Payback (1999) - Little Nicky (2000) - Las Vegas (un episodio, 2003) - Baby (2005) - In Case of Emergency (un episodio, 2007) |  |